# Brunörad bulbyl
Brunörad bulbyl (Hemixos flavala) är en asiatisk fågel i familjen bulbyler. Den förekommer från Indien österut till Indokina. Arten är nära släkt med gråbulbylen och kastanjebulbylen, och vissa behandlar dem som en och samma art. IUCN kategoriserar den som livskraftig.

## Kännetecken

### Utseende
Brunörad bulbyl är en medelstor (20–21 cm), mörk bulbyl med förlängda hjässfjädrar som den ofta reser som en tofs. Fjäderdräkten är övervägande grå, ljusare under, med en stor, olivgul vingfläck. I ansiktet syns en svart ögonmask och rödbruna örontäckare som gett arten dess namn. Fåglar i södra Indokina (underarten remota, se nedan) avviker med mörkare hjässa och mindre gult i vingen.

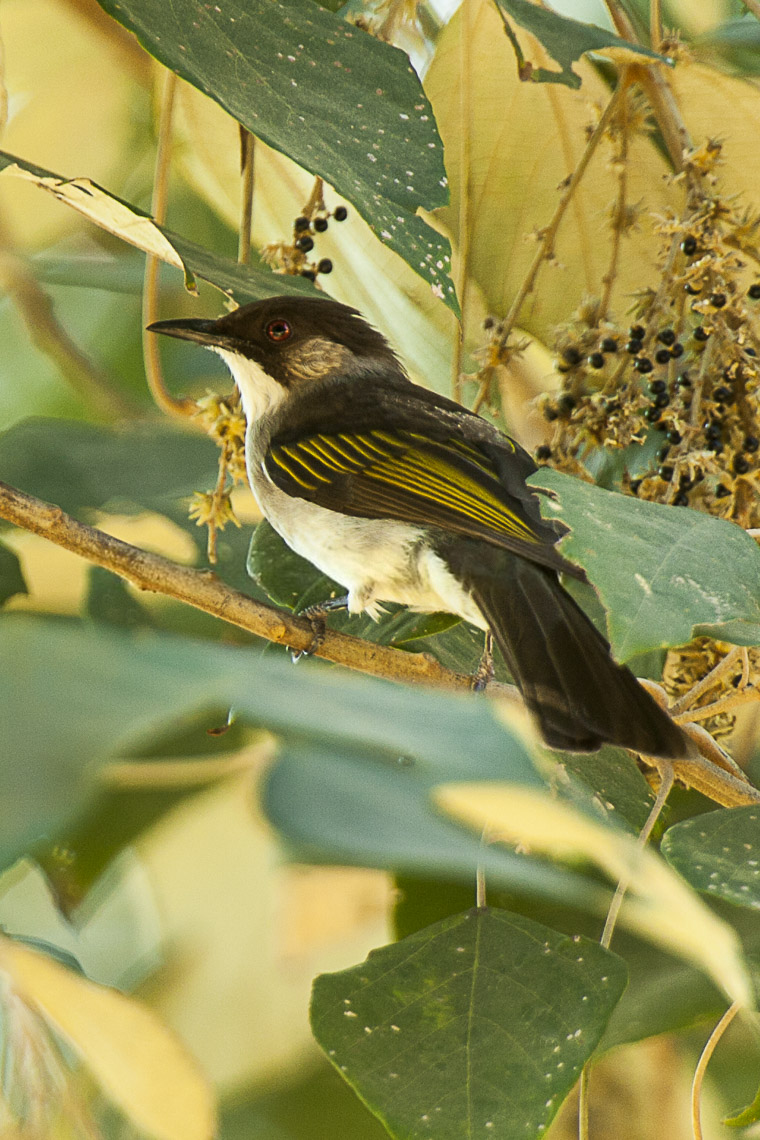

### Läten
Brunörad bulbyl är en ljudlig fågel. Sången återges i engelsk litteratur som ett fylligt, fallande "tew de de do it".

## Utbredning och systematik
Brunörad bulbyl delas in i fem underarter med följande utbredning:
- Hemixos flavala flavala – östra Himalaya, nordöstra Bangladesh, södra Kina och nordvästra Myanmar
- Hemixos flavala hildebrandi – östra Burma till nordvästra Thailand
- Hemixos flavala davisoni – sydöstra Burma till sydvästra Thailand
- Hemixos flavala bourdellei – södra Kina, östra Thailand samt norra och centrala Laos
- Hemixos flavala remotus – södra Indokina

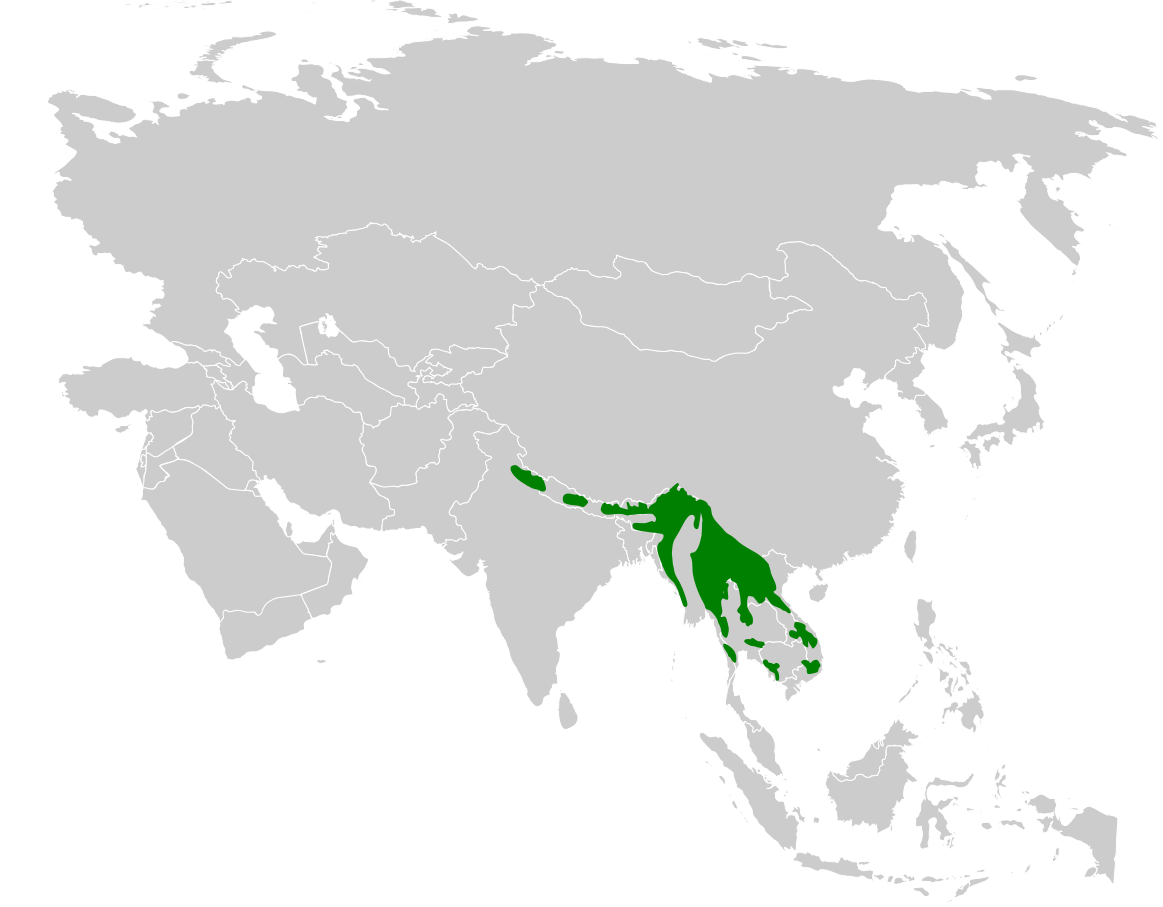
Utbredningsområdet för brunörad bulbyl.

Vissa inkluderar både gråbulbyl (Hemixos cinereus) och kastanjebulbyl (Hemixos castanonotus) i flavala.

## Levnadssätt
Brunörad bulbyl hittas i skog och plantage, där den födosöker efter frukt, insekter och nektar i trädtaket och på medelhög nivå. Den ses ofta i flockar och ägnar sig åt att fånga insekter i luften. Boet placeras lågt.

## Status och hot
Arten har ett stort utbredningsområde, men tros minska i antal, dock inte tillräckligt kraftigt för att den ska betraktas som hotad. Internationella naturvårdsunionen IUCN listar arten som livskraftig (LC). Världspopulationen har inte uppskattats men den beskrivs som sparsamt förekommande till lokalt vanlig.